# Гаррісонсбург (Вірджинія)
Гаррісонсбург (англ. Harrisonburg) — незалежне місто в США, у штаті Вірджинія. Населення — 51 814 особи (2020).

## Географія
Гаррісонсбург розташований за координатами 38°26′10″ пн. ш. 78°52′27″ зх. д. / 38.43611° пн. ш. 78.87417° зх. д. (38.436013, -78.874197). За даними Бюро перепису населення США в 2010 році місто мало площу 45,26 км², з яких 45,11 км² — суходіл та 0,15 км² — водойми.

## Демографія
Згідно з переписом 2010 року, у місті мешкало 48 914 особи в 15 988 домогосподарствах у складі 7515 родин. Густота населення становила 1081 особа/км². Було 17444 помешкання (385/км²).
Расовий склад населення:
| - 78,4 % — білих - 6,4 % — чорних або афроамериканців - 3,5 % — азіатів - 0,3 % — корінних американців - 0,1 % — вихідців з тихоокеанських островів - 8,2 % — осіб інших рас |

До двох чи більше рас належало 3,1 %. Іспаномовні складали 15,7 % від усіх жителів.
За віковим діапазоном населення розподілялося таким чином: 15,0 % — особи молодші 18 років, 76,8 % — особи у віці 18—64 років, 8,2 % — особи у віці 65 років та старші. Медіана віку мешканця становила 22,7 року. На 100 осіб жіночої статі у місті припадало 87,3 чоловіків; на 100 жінок у віці від 18 років та старших — 84,6 чоловіків також старших 18 років.
Середній дохід на одне домашнє господарство становив 53 866 доларів США (медіана — 38 750), а середній дохід на одну сім'ю — 71 783 долари (медіана — 55 774). Медіана доходів становила 36 772 долари для чоловіків та 31 021 долар для жінок. За межею бідності перебувало 32,5 % осіб, у тому числі 22,4 % дітей у віці до 18 років та 8,1 % осіб у віці 65 років та старших.
Цивільне працевлаштоване населення становило 24 011 осіб. Основні галузі зайнятості: освіта, охорона здоров'я та соціальна допомога — 28,3 %, мистецтво, розваги та відпочинок — 20,3 %, роздрібна торгівля — 10,5 %, виробництво — 8,6 %.